# Кюстендилска котловина
Кюстендилската котловина е разположена в Западна България, в средното поречие на Струма, между Земенския и Скринския пролом на реката, в южната част на физикогеографската област Краище. Тя е част от Каменишко-Дупнишката котловинна ивица.

## Географско положение, граници
Котловината има форма на неправилна елипса, чиято дълга ос е ориентирана в направление северозапад-югоизток и има дължина около 20 km, а ширината ѝ варира от 7 до 10 км, със средна надморска височина от 460 m при село Невестино до 870 m при село Вратца. От всички страни, с изключение на югоизток котловината е обградена от планини: на юг – Осоговска, на запад и северозапад – Лисец и Чудинска, на север – Земенска, на североизток и изток – Конявска. На изток чрез хълмистите и ниски южни ридове на Конявска планина е широко отворена към историкогеографската област Разметаница, на север Земенският пролом я свързва с Радомирската котловина, а на югоизток Скринският пролом – с южната част на Дупнишката котловина (Бобошевско поле). На северозапад и запад проломът на река Драговищица я свързва с Босилеградската котловина, а проломът на река Бистрица и проходът Вратца – с Каменичката котловина.

## Геоложки строеж, геоморфоложки особености
Формирането на котловината започва през стария терциер и продължава през стария плиоцен. Котловинната основа е разчленена и хълмиста, а оградните склонове се издигат рязко към заобикалящите я планини. Речните долини са с широки алувиални дъна. На базата на геоложкия строеж са малките находища на лигнитни староплиоценски въглища в района на село Николичевци, а ограничаващите я разседи са предпоставка за множеството карстови извори в подножието на Конявска планина и в източния дял на Осогово. Извори с топла минерална вода има в Кюстендил, а със студена – при село Невестино.

## Климат и води
Климатът е мек, преходноконтинентален със средиземноморско влияние, и се обуславя от навлизането на топли въздушни маси по поречието на река Струма и предпазеността от навлизането на студен въздух от север. Лятото е продължително, а зимата – сравнително къса. Средната януарска температура е 0,6 °C, средната юлска 21,6 °C, а средногодишната 10,9 °C. Валежите са умерени, със средно годишна сума 608 mm, с максимум през май-юни и минимум – през август и вторичен максимум – през ноември-декември. През зимното полугодие в котловината се създават условия за температурни инверсии.
Котловина се отводнява от река Струма и притоците ѝ Драговищица, Соволянска Бистрица, Банщица, Конявски дол, Новоселска река, Берсинска река, Гращичка река, Лилячка река и др. По-многобройни и с по-голям отток са десните протоци, водещи началото си от планината Осогово и планините от Краището. В миналото водосборните им области са подложени на ерозия и те отлагат големи количества наносен материал, отнасят и заливат плодородна земя. Сега ерозията е предотвратена, извършена е корекция на реките с обща дължина 47 km. Водите им се използват за напояване на около 70 000 дка и за завиряване на язовири с общ обем 12 млн. m3. В наслагите на котловинното дъно има подпочвени води. В котловината, в резултат на значителните притоци които получава средномногогодишният отток на река Струма се увеличава с около 16 m3/s.

## Почви, флора и фауна
В котловинното дъно преобладават алувиалните и алувиално-ливадните почви, на места има излужени канелени горски и кафяви горски почви, рядко се срещат черноземни смолници. За склоновете на Конявска планина са характерни хумуснокарбонатните почви, за източния дял на Осогово – излужените канелени горски и ерозираните излужени канелени почви, за склоновете на планината Лисец и западния дял на Осогово – кафявите горски почви, а за склоновете на планините от Краището – излужените канелени горски почви.
В котловинното дъно и в подножията на планините са разположени ниви, ливади, пасища, овощни градини, насаждения от орех. Отглеждат се и тютюн, зърнени и фуражни култури, зеленчуци и др. Котловината е известна още като овощната градина на България. По склоновете на планините има изкуствени насаждения от бор, гори от бук, цер, благун, горун, воден габър, обикновен и келяв габър. Животинският свят е представен от див заек, обикновена полевка, катерица, невестулка, сърна, лисица, етиопски лешояд, балкански ливаден гущер, дългокрака гръцка жаба, речен кефал, черна мряна, скобар, каракуда, шаран и др.

## Селища
Кюстендилската котловина има голямо селищнообразуващо и стопанско значение. В южната част на котловината се намира град Кюстендил, прочут балнеоклиматичен курорт, и изходен пункт за туризъм в Осоговската планина, а около него и в цялата котловина има още 37 села: Багренци, Берсин, Богослов, Вратца, Гирчевци, Горна Брестница, Горна Гращица, Грамаждано, Граница, Дворище, Долна Гращица, Долна Козница, Драговищица, Жабокрът, Жиленци, Катрище, Коняво, Копиловци, Лелинци, Лиляч, Лозно, Мазарачево, Невестино, Неделкова Гращица, Николичевци, Нови чифлик, Пиперков чифлик, Радловци, Скриняно, Слокощица, Соволяно, Стенско, Таваличево, Търновлаг, Шипочано, Шишковци и Ябълково

## Транспорт
През котловината пременават участъци от 4 пътя от Държавната пътна мрежа:
- От югозапад на североизток, между селата Вратца и Коняво, на протежение от 20,2 km – участък от първокласен път I-6 ГКПП „Гюешево“ – София – Карлово – Бургас.
- От запад на изток, от Кюстендил до село Долна Козница, на протежение от 21,8 km – участък от второкласен път II-62 Кюстендил – Дупница – Самоков.
- От юг на север, от Кюстендил до село Драговищица, на протежение от 9,6 km – участък от третокласен път III-601 Кюстендил – Драговищица – ГКПП „Олтоманци“.
- В североизточната част на котловината, по склоновете на Конявска планина, между селата Коняво и Горна Козница, на протежение от 13,3 km – участък от третокласен път III-602 Коняво – Таваличево – Бобов дол.

През нея между гарите Шишковци и Мазарачево преминава и участък от трасето на жп линията Радомир – Кюстендил – Гюешево.

## Топографска карта
- Лист от карта K-34-58. Мащаб: 1 : 100 000.
- Лист от карта K-34-70. Мащаб: 1 : 100 000.